# Національне шосе 24 (Естонія)
Національне шосе 24 — другорядне шосе в Естонії. Дорога пролягає від Тапи до Лубу і має довжину 26,0 кілометрів.